# Ora (Diaframma)
Ora è il ventunesimo album discografico del gruppo musicale italiano Diaframma, pubblicato il 29 aprile 2022 da Diaframma Records/Self.

## Il disco
Il disco esce a quattro anni dal precedente L'abisso, anticipato dal singolo Coperte Tumorali, che accompagnato dal rispettivo videoclip è anche traccia di apertura del disco.
Fiumani, leader del gruppo, ha dichiarato: "La morte di mia madre avvenuta pochi mesi fa, è stata la causa scatenante di questo prodotto discografico. Quindi a mia madre, e più in generale ai miei rapporti familiari, sono dedicate diverse canzoni qui contenute".

## Accoglienza
| Recensione        | Giudizio             |
| ----------------- | -------------------- |
| Sentire Ascoltare | 7/10                 |
| Rock Shock        | 3.3/5                |
| Noise Cloud       | 6.5/10               |
| Zest Today        | "Top Album del Mese" |
| Indie for Bunnies | 7.5/10               |
| Onda Rock         | 7/10                 |

Il disco è stato accolto in maniera generalmente positiva dalla stampa e dal pubblico.
Di rilievo recensioni come quella di Ernesto Assante per Rockol, che ha assegnato un 7.

## Tracce
Testi e musiche di Federico Fiumani.
1. Coperte Tumorali – 4:06
2. I Giorni Belli – 5:54
3. Mite Sarò – 3:40
4. Il Sesso è Nella Testa – 3:50
5. Ora – 3:39
6. Volenteroso – 3:35
7. La Tua Morte – 3:47
8. Nella Testa di un Attore Porno – 4:43

## Formazione
Diaframma
- Federico Fiumani – voce solista, chitarra
- Luca Cantasano – basso, cori
- Edoardo Daidone – chitarra solista, cori
- Pino Gulli – batteria

Altri
- Martina Bellotti – voce (traccia 7)
- Gianmarco Colzi – armonie vocali (traccia 4)